# Хаббард, Чуба
Чуба Роберт-Шамар Хаббард (англ. Chuba Robert-Shamar Hubbard; 11 июня 1999, Эдмонтон, Альберта) — канадский футболист, раннинбек клуба НФЛ «Каролина Пэнтерс». На студенческом уровне выступал за команду университета штата Оклахома. Лучший игрок нападения в конференции Big-12 по итогам сезона 2019 года. На драфте НФЛ 2021 года был выбран во четвертый раунд. В КФЛ права на игрока принадлежат клубу «Калгари Стампидерс».

## Биография
Чуба Хаббард родился 11 июня 1999 года в Эдмонтоне. Он учился в общественной старшей школе Бев Фейси. Занимался лёгкой атлетикой, трижды становился чемпионом Канады в беге на 100 метров в своей возрастной категории. В 2015 году Хаббард участвовал в юношеском чемпионате мира, где занял четвёртое место. В течение трёх сезонов он играл за школьную команду в канадский футбол, суммарно набрав 6 880 ярдов с 82 тачдаунами. Выступал за сборную Канады возрастной категории до 15 лет. После окончания школы Хаббарду поступило более десяти предложений спортивной стипендии, он принял решение продолжить обучение в университете штата Оклахома.

### Любительская карьера
Сезон 2017 года Хаббард провёл в статусе освобождённого игрока, тренируясь с командой, но не принимая участия в матчах. В футбольном турнире NCAA он дебютировал в 2018 году, по его ходу став игроком основного состава. Заработанные им девять тачдаунов стали лучшим с 2004 года результатом для новичков «Оклахомы Стейт». В тринадцати матчах сезона 2019 года Хаббард набрал на выносе 2 094 ярда, показав второй результат в истории университета. По этому показателю он стал лидером I дивизиона NCAA. Его включили в состав сборной звёзд NCAA, признали Игроком года в нападении в конференции Big-12. В голосовании, определявшем обладателя Хайсман Трофи, Хаббард занял восьмое место. В сезоне 2020 года из-за травм он сыграл только в семи матчах, набрав 625 ярдов с семью тачдаунами.

#### Статистика выступлений в NCAA
| Сезон | Команда                | Игры | Приём | Приём | Приём | Приём | Вынос | Вынос | Вынос | Вынос |
| Сезон | Команда                | Игры | Rec   | Yds   | Y/A   | TD    | Att   | Yds   | Y/A   | TD    |
| ----- | ---------------------- | ---- | ----- | ----- | ----- | ----- | ----- | ----- | ----- | ----- |
| 2017  | Оклахома Стейт Каубойс | —    | —     | —     | —     | —     | —     | —     | —     | —     |
| 2018  | Оклахома Стейт Каубойс | 13   | 22    | 229   | 10,4  | 2     | 124   | 740   | 6,0   | 7     |
| 2019  | Оклахома Стейт Каубойс | 13   | 23    | 198   | 8,6   | 0     | 328   | 2 094 | 6,4   | 21    |
| 2020  | Оклахома Стейт Каубойс | 7    | 8     | 52    | 6,5   | 1     | 133   | 625   | 4,7   | 5     |
| Всего | Всего                  | 33   | 53    | 479   | 9,0   | 3     | 585   | 3 459 | 5,9   | 33    |

### Профессиональная карьера
Перед драфтом НФЛ 2021 года аналитик сайта Bleacher Report Нейт Тайс выделял дистанционную скорость Хаббарда, его видение поля, способность результативно использовать свободное пространство. К минусам игрока он относил прямолинейность, не лучшую подвижность, частые падения при контакте с защитником, слабую игру на блоках. Тайс прогнозировал ему выбор в пятом раунде и начало карьеры в роли игрока ротации.
На драфте Хаббард был выбран «Каролиной» в четвёртом раунде. В мае он подписал с клубом четырёхлетний контракт на общую сумму 4,2 млн долларов. На драфте Канадской футбольной лиги его в пятом раунде выбрали «Калгари Стампидерс». Столь поздний выбор объяснялся намерением игрока продолжить карьеру в НФЛ.

#### Статистика выступлений в НФЛ

##### Регулярный чемпионат
| Сезон | Команда          | Игры | Приём | Приём | Приём | Приём | Вынос | Вынос | Вынос | Вынос |
| Сезон | Команда          | Игры | Rec   | Yds   | Y/A   | TD    | Att   | Yds   | Y/A   | TD    |
| ----- | ---------------- | ---- | ----- | ----- | ----- | ----- | ----- | ----- | ----- | ----- |
| 2021  | Каролина Пэнтерс | 5    | 12    | 78    | 6,5   | 0     | 56    | 220   | 3,9   | 0     |
| Всего | Всего            | 5    | 12    | 78    | 6,5   | 0     | 56    | 220   | 3,9   | 0     |

* На 12 октября 2021